# Alfio Basile
Alfredo (Alfio) Rubén Oscar Carlos Basile, zwany "El Coco" (ur. 1 listopada 1943 roku w Bahía Blanca) – argentyński piłkarz i trener piłkarski.
Piłkarską karierę rozpoczynał jako środkowy pomocnik w lokalnym klubie Bahía Blanca (1959-1963). Kiedy w 1963 roku został kupiony przez stołeczny Racing Club de Avellaneda, jego ówczesny trener Nestor Rossi przestawił go na środek obrony. Basile okazał się twardym i skutecznym stoperem. W Racingu występował przez siedem sezonów, ale najbardziej owocne okazały się rozgrywki 1966-1967; wówczas klub zdobył mistrzostwo kraju, Copa Libertadores oraz – po zwycięstwie nad Celtikiem Glasgow – Puchar Interkontynentalny. W 1970 roku Basile przeszedł do Huracánu, gdzie pod trenerskim okiem Césara Luisa Menottiego w 1973 roku wywalczył swój drugi tytuł mistrza kraju. W reprezentacji Argentyny rozegrał 9 meczów.
W 1976 roku został szkoleniowcem amatorskiego klubu Chacarita Juniors, a kilka sezonów później prowadził już Racing Club de Avellaneda. W latach 80. pracował w klubach kolumbijskich – Instituto Cordoba i Racing Cordoba i urugwajskim Club Nacional de Football, ale największe sukcesy odnosił w kraju. Z Vélezem Sársfield zdobył w 1985 roku wicemistrzostwo Argentyny, a z Racingiem w 1988 – Superpuchar Ameryki Południowej.
W lutym 1991 roku przejął od Carlosa Bilardo obowiązki selekcjonera reprezentacji. Od marca 1991 roku do sierpnia 1993 roku prowadził reprezentację w 33 meczach bez porażki, zdobywając dwukrotnie Copa America. W ostatnim meczu eliminacji do Mundialu 1994 jego podopiecznym przydarzyła się niespodziewana wpadka (0:5 z Kolumbią) i o prawo do udziału w mistrzostwach musieli walczyć w barażach. W dwumeczu minimalnie (1:1, 1:0 u siebie) okazali się lepsi od Australii.
Na amerykański turniej Basile powołał do kadry 34-letniego Diego Maradonę, który kilka miesięcy wcześniej ogłosił zakończenie reprezentacyjnej kariery. Argentyńczycy, mimo iż byli jednymi z głównych faworytów do zdobycia złotego pucharu, zawiedli i po niespodziewanej porażce z Rumunią w drugiej rundzie, musieli przedwcześnie wracać do domu. Ponadto dwa ostatnie mecze rozegrali bez zawieszonego Maradony, w którego organizmie wykryto niedozwolone substancje.
Po mistrzostwach Basile został zastąpiony przez Daniela Passarellę. Później bez większych sukcesów prowadził Rosario Central, Huracán, hiszpańskie Atlético Madryt, San Lorenzo de Almagro, meksykańską Amérikę oraz CA Colón.
Nowy etap szkoleniowej kariery otworzył w 2005 roku, kiedy został szkoleniowcem Boca Juniors. W ciągu niespełna roku zdobył z tym klubem trzy najważniejsze w Ameryce Południowej trofea piłkarskie, w tym – pierwsze w swojej trenerskiej karierze – mistrzostwo Argentyny.
15 września 2006 roku, po niespodziewanej rezygnacji José Néstora Pekermana, ponownie objął stanowisko selekcjonera drużyny narodowej. Reprezentacja prowadzona przez Basile jest w dużej mierze oparta na piłkarzach, którzy dotarli do ćwierćfinału Mundialu 2006, wzmocniona, odsuniętymi przez poprzedniego trenera, Javierem Zanettim i Juanem Sebastianem Veronem. Oni, oraz doświadczeni Roberto Abbondanzieri, Roberto Ayala, wspomagani przez uzdolnioną młodzież (Carlos Tevez, Lionel Messi, Gabriel Milito, Javier Mascherano, Juan Román Riquelme), dotarli do finału Copa America 2007, w którym – niespodziewanie – ulegli 0:3 Brazylii, grającej na tym turnieju w rezerwowym składzie. Wcześniej podopieczni Basilego pokonali m.in. 4:1 USA, 4:2 Kolumbię, 4:0 Peru i 3:0 Meksyk.

## Sukcesy szkoleniowe
- wicemistrzostwo Argentyny 1985 z Vélezem Sársfield
- Superpuchar Ameryki Południowej 1988 z Racingiem
- Recopa Sudamericana 2005, mistrzostwo Argentyny 2005 oraz Copa Sudamericana 2005 z Boca Juniors
- Copa America 1991 i 1993, 1/8 finału Mundialu 1994 oraz wicemistrzostwo Ameryki Południowej 2007 z reprezentacją Argentyny